# University of Glasgow
University of Glasgow (skotsk gælisk: Oilthigh Ghlaschu, latin: Universitas Glasguensis) er et universitet i Glasgow, Skotland. Universitetet blev grundlagt i 1451 på foranledning af Pave Nikolaus 5. og er det fjerdeældste i det engelsktalende verden. Det har i dag knap 24.000 studerende.
University of Glasgow er medlem af Russell Group og Universitas 21. Dets hovedcampus er beliggende i Glasgows West End, men universitetet har også lokaler andre steder i byen. 
Blandt de kendte videnskabsmænd med tilknytning til University of Glasgow er William Thomson, Adam Smith, James Watt, John Logie Baird, Colin Maclaurin, Joseph Lister og William Ramsay.
Universitetet har ni fakulteter: 
- Kunstneriske videnskaber
- Biomedicin og naturresurser
- Pædagogik
- Ingeniørvidenskab
- Informations- og naturvidenskab
- Jura, handel og samfundsvidenskab
- Medicin
- Naturvidenskab
- Veterinærmedicin